# Diana, Princess of Wales Memorial Walk
Diana, Princess of Wales Memorial Walk, česky lze neoficiálně přeložit jako Pamětní stezka Diany, princezny z Walesu, je okružní turistická trasa v centru města Londýn, ve Velkém Londýně v Anglii.

## Historie a popis
Diana, Princess of Wales Memorial Walk je cca 7 mil (11 km) dlouhá okružní turistická trasa věnovaná památce Diany, princezny z Walesu (1961–1997), která byla první manželkou krále Karla III. (*1948).
Trasa na mapě hrubě připomíná osmičku a lze ji také rozdělit na Jižní polovinu stezky (Southern half of walk) a Severní polovinu stezky (Northern half of walk). Vede mezi Kensingtonskými zahradami (Kensington Gardens), Hyde Parkem, Green Parkem a St. James's Parkem. Míjí pět míst spojených s životem princezny Diany, kterými jsou Kensingtonský palác, Spencer House, Buckinghamský palác, St. James's Palace a Clarence House. Je vyznačena devadesáti deskami/plaketami zapuštěnými v chodníku, z nichž každá má uprostřed vloženou heraldickou růži z duralu a kolem ní anglický název stezky. Autorem desek je anglický sochař Alec Peever. Kancléř státní pokladny Gordon Brown, který byl předsedou pamětního výboru Diany, princezny z Walesu, prohlásil, že jde o „jednu z nejvelkolepějších městských parkových tras na světě.“ Stezka připomíná život populární princezny z Walesu, která zemřela při autonehodě 31. srpna 1997 v Paříži. Stezka je jedním ze dvou pamětních projektů, které byly oficiálně otevřeny 30. června 2000, tj. den před princezninými 39. narozeninami, kde druhým projektem je dětské hřiště Diana Memorial Playground v Kensingtonských zahradách. Obě společně oslavují princezninu náklonnost k otevřeným prostranstvím v okolí jejího domu v Kensingtonském paláci a její lásku k dětem. Stezka byla postavena za cenu 1,3 milionu £. Na jejím otevření nebyl přítomen žádný člen královské rodiny.